# Наградные часы
Наградные часы — разновидность уставного (ценный подарок) и неуставного поощрения военнослужащих, зачастую младшего офицерского состава (начиная с младшего лейтенанта).
Чаще всего, наручными часами награждались те из командиров и специалистов, которые в ходе выполнения боевых задач продемонстрировали выдающуюся пунктуальность, которая повлияла на исход войсковой операции, либо с запасом вложились в установленный временной норматив при выполнении учебных задач (например, в ходе крупных общевойсковых учений). Будучи неформальной наградой, практиковалось награждение наручными часами и за другие выдающиеся поступки, не вкладывающиеся в привычные рамки написания представлений к формальным наградам — орденам и медалям. Другими словами, наградные часы занимают промежуточное место в иерархии военных наград, между занесёнными уставными поощрениями непосредственного и прямого начальства и государственными наградами. Существовала негласная практика награждения часами «Вымпел» всех Героев Советского Союза. Кроме военнослужащих, наградными часами поощрялись сотрудники милиции, должностные лица и партийные функционеры, и (реже) простые трудящиеся. В большинстве своём традиция, несмотря на свой неформальный характер, проходила в виде церемонии с торжественным построением всей части (корабля, учреждения, или трудового коллектива), и выходом из строя награждаемого, однако, в редких случаях, в порядке иронии, часы дешёвых наименований с определённой помпой дарились непунктуальным людям, чтобы те попросту не опаздывали.

## Традиция награждения часами
Первоначально традиция награждения часами берёт своё начало от эпохи Позднего Средневековья. Изначально данная традиция имела характер межгосударственных сношений, и жалование часами производилось в соответствии с положениями тогдашнего дипломатического протокола. Согласно статье Ирины Загородней, опубликованной в журнале «Родина», настольные и карманные часы как драгоценные раритеты нередко входили в состав дипломатических даров, которыми обменивались правители и которые подносились государям иностранными дипломатами и купцами. Если судить по сохранившимся документам из архива бывшего Посольского и Казённого приказов, в тогдашней Европе часы считались подарком, вполне достойным величия московских государей. В составе правительственных посылок и личных подношений дипломатов они соседствовали с произведениями известных европейских ювелиров и златокузнецов из ценных металлов, полудрагоценных камней и редких натуральных материалов, с драгоценными тканями, ювелирными украшениями, предметами мебели, богато украшенными сёдлами, конской сбруей и каретами, украшенным оружием. Самое раннее известное в настоящее время упоминание о портативных часах на пружинном ходу содержится в документах из архива бывшего Посольского приказа. Послы шведского короля Густава поднесли царю Ивану Грозному в 1557 году золочёный кубок с часами в крышке.
Отдельные упоминания о награждении не августейших особ часами в России встречаются ещё в XIX веке, в Российской империи. Однако данное явление имело весьма узкий, причём невоенный характер — часы являлись предметом роскоши и награждались ими лишь высокопоставленные статские и придворные чиновники. Награждение производилось часами от поставщика императорского двора Павла Буре лично императором. Наградные часы представляли собой карманные часы на цепочке с российским гербом, который мог быть инкрустирован бриллиантами. Такие подарки, носили, как правило, частный характер, хотя формальности были соблюдены, и запись о пожаловании шла в послужной список с указанием, за что было произведено награждение. Серебряные и золотые карманные часы с цепочками и без, и другие «обычные подарки» жаловались поварам, певчим, лакеям и так далее, то есть говорить о какой-либо сложившейся в то время военной традиции нельзя, даже несмотря на количество награждений (а за 14 лет царствования императора Александра III было пожаловано 3477 часов с государственным гербом на сумму 277 тыс. руб.). Более устоявшийся характер в военной среде данный обычай приобрёл к началу XX века в отдельных войсковых соединениях. Так, золотые или серебряные наградные часы «За отличную стрельбу» были не редкостью для сибирских стрелков, и их получение входило в обязательную программу службы для каждого уважающего себя кадрового унтер-офицера.
Как отмечает историк ювелирного искусства Валентин Скурлов, Временное правительство оставило наградную систему без кардинальных изменений. В мае 1917 года была исполнена партия часов с новым двуглавым орлом — без корон, по эскизу художника И. Я. Билибина.
Во время гражданской войны награждение оружием и другими предметами (в том числе, часами) получило широкое распространение и производилось участниками разных сторон конфликта. Лидеры Белого движения тоже не стояли в стороне, так, генерал Лавр Корнилов награждал своих подчинённых именными часами «За меткую стрельбу по большевикам».
В первые месяцы после Октябрьской революции 1917 года единой советской наградной системы и установленных общеизвестных правил награждения ещё не существовало. Одними из первых коллективных наград являлись почётные звания и красные знамёна (награждения которыми производились уже в 1917 году)
Отличившиеся бойцы и командиры награждались всем, что имело хоть-какую либо минимальную фалеристическую или практическую бытовую ценность, как-то: именным и наградным оружием - шашками, саблями, пистолетами и револьверами, красными революционными шароварами, портсигарами с дарственными надписями, патефонами, кожаными куртками, сапогами, комплектом обмундирования, нательным бельем и т. д. Награждение часами было широко распространённой формой поощрения, в первую очередь, благодаря тому, что в процедурном плане данная награда была самой простой из всех возможных форм награждения и не требовала специальных разрешений — экспроприированные в больших количествах золотые часы дарились всем подряд. Командир революционной части или соединения мог прямо на построении вытащить из своего кармана дорогие часы и наградить ими кого-либо из отличившихся подчинённых. 
В дальнейшем это обстоятельство — отсутствие бумажной волокиты при осуществлении награждения — сыграло роль как в предвоенные годы в РККА, так и годы развитого социализма в Советской армии. На награждаемого не требовалось составлять представление от имени сослуживцев, заверенное подписью непосредственного начальника, заполнять наградной лист и отправлять его на рассмотрение в Москву, а затем ждать утвердительного или отрицательного ответа на него, — достаточно было простой командирской инициативы без соблюдения каких-либо формальностей, за что данная форма поощрения была особенно популярна в войсках. В первый год существования Красной армии целым ротам и даже батальонам раздавались часы, пистолеты немецкого и английского производства, японские карабины, австрийские палаши, обувь и кожаные куртки, а лётчикам Сапожникову и Межераупу были даже подарены трофейные самолёты.
Несмотря на то, что подаренные в качестве революционной награды предметы роскоши не могли быть повторно экспроприированы (было немыслимым, чтобы часы, подаренные, к примеру, командованием Первой конной, были конфискованы под предлогом борьбы с пережитками царского режима), однако их владельцы — награждённые лица — очень часто сами расставались со своими золотыми часами в обмен на дефицитные продукты питания, одежду и т. д. Особым шиком считалось сдать свои золотые наградные часы на прокорм голодающих (так поступил, к примеру, комкор В. М. Примаков). Запасы наградного материала были поистине колоссальными, и даже в 1930-х гг. передовиков всех специальностей награждали часами на цепочке — остатками кабинетских запасов от Павла Буре. Известны случаи многократного награждения золотыми часами, например чекист Ф. Т. Фомин был награждён четырежды (1919, 1927, 1928, 1933).
Награждения личного состава Рабоче-крестьянской Красной армии (красноармейцев, краснофлотцев, командиров, военных специалистов) начались вскоре после создания РККА (вручение часов не в качестве ценного подарка, а в качестве государственной награды имело место уже весной 1918 года). Помимо награждения наручными часами известны случаи награждения и карманными механическими часами на цепочке.
Традиция награждения часами командных кадров имела место и в годы Великой Отечественной войны. 

Поощрения, применяемые к солдатам, матросам, сержантам и старшинам

22. К солдатам, матросам, сержантам и старшинам применяются следующие поощрения:

г) награждение грамотами, ценными подарками или деньгами;— Глава 2 Поощрения, Дисциплинарный устав ВС СССР
Часы относились к ценным подаркам, и в соответствии с ДУ ВС СССР могли вручаться всем категориям военнослужащих ВС СССР, а в соответствии с КЗОТ СССР — всем рабочим и служащим в СССР.

## В гражданских структурах
Вне армии, в гражданских структурах, часами награждали за выполнение производственного плана быстрее установленных календарных сроков (сродни известному лозунгу «Пятилетку за четыре года»). Так, среди прочих случаев, можно упомянуть награждение заместителя начальника комбината «Тагил-тяжстрой» Эдуарда Росселя наручными часами из рук первого секретаря Свердловского обкома КПСС Б. Н. Ельцина, за сдачу в эксплуатацию прокатного стана на неделю раньше запланированного срока, ко дню рождения Генерального секретаря ЦК КПСС Л. И. Брежнева в 1977 г. Стандартной фабулой к такого рода награждениям были следующие слова: «За хорошие показатели в работе, достигнутые в результате социалистического соревнования».
В советской милиции наградные часы подчас являлись единственной наградой за десятилетия службы. Это достаточно лаконично выражено словами писателя Андрея Константинова о типичной милицейской биографии сотрудника уголовного розыска:
Имел ранение, наградные часы от начальника ГУВД и язву желудка.Андрей Константинов

## В годы торговли орденами
Как установил доктор исторических наук Виктор Исаев в ходе расследования массовых случаев наградного жульничества, в начале 1990-х гг. можно было купить почётную грамоту «от главы государства» за 3 тыс. долларов, а наградные часы — за 5 тысяч. Среди обладателей фальшивых орденов, медалей и других незаслуженных наград, в том числе и часов, были замечены некоторые депутаты Госдумы, генеральные директора крупных промышленных предприятий и прочие высокопоставленные лица.

## Примеры наградных часов

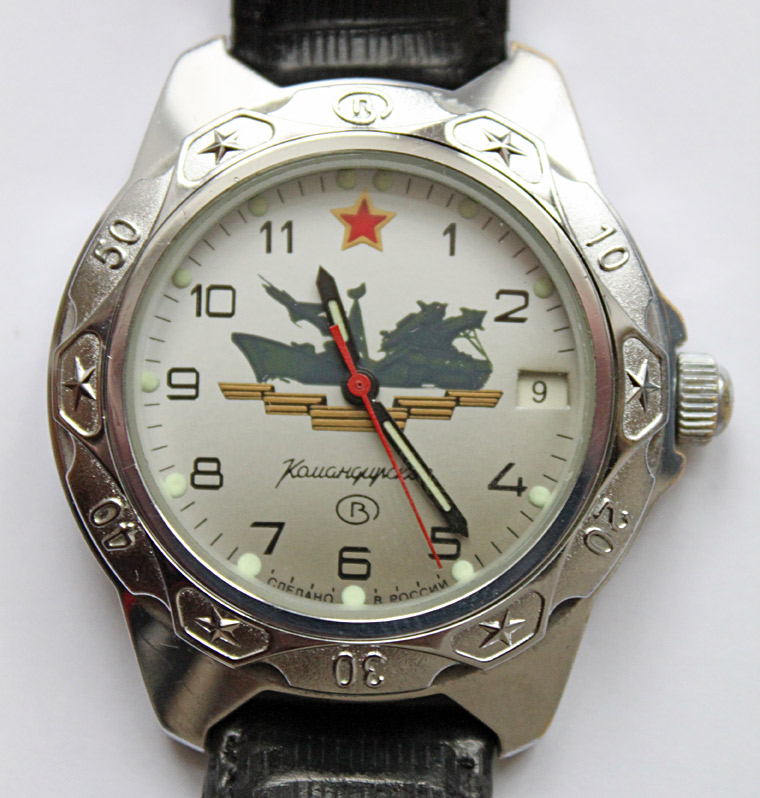
«Командирские» выпуска чистопольского часового завода «Восток». На снимке — модель, выпущенная после распада СССР
Популярные современные наградные часы "Спецназ"